# Recuerdos del ayer
Recuerdos del ayer (おもひでぽろぽろ Omohide Poro Poro?, lit. Los recuerdos no se olvidan) es una película de animación japonesa producida por Studio Ghibli, dirigida por Isao Takahata y estrenada en Japón el 20 de julio de 1991. Es la segunda película que Isao Takahata realizó con Studio Ghibli después de La tumba de las luciérnagas (1988).
La película tuvo dos títulos en español, Recuerdos del ayer y Los recuerdos no se olvidan. El primero era utilizado sobre todo por los seguidores del estudio mientras que el segundo era utilizado en eventos como certámenes de cine o páginas oficiales de cine. Las distribuidoras cinematográficas para España e Iberoamérica, Aurum y Zima, respectivamente, se decantaron por el primer título como guiño a los seguidores.

## Sinopsis
Taeko Okajima es una joven asalariada de veintisiete años que pide permiso de vacaciones para poder regresar a su casa en el pueblo rural de su cuñado, y donde guarda tiernos momentos. En el transcurso de su viaje a la granja de sus familiares y a su posterior estancia, irá recordando su infancia, sus días en la escuela y otras vivencias peculiares, mientras vive intensamente su presente.

## Producción
La historia ocurre dentro del distrito de Takase, en Yamagata. La estación de Takase de la línea de ferrocarriles nacionales japoneses, Senzan, se puede ver durante gran parte de la película. Aunque la estación se reconstruyó debido al éxito de la película, el paisaje apenas tuvo cambios a lo largo del tiempo. Durante la película, los personajes principales visitan paisajes preciosos de la zona, incluido el Volcán Zao.
El guion de la película está basado en un manga realizado por las mangakas Hotaru Okamoto y Yuko Tone titulado Los recuerdos no se olvidan. La canción principal es una adaptación al japonés de una canción de Amanda McBroom titulada The Rose.
Atípica película del género anime, Isao Takahata quería mostrar una mayor similitud con la realidad. Por eso, los personajes tienen expresiones faciales más notorias como, por ejemplo, en las mejillas del rostro. Se consiguió esto gracias a que el diálogo fue registrado primero (esto se hace generalmente después de que se termine la animación) y los animadores realizaron luego el proceso de animación, dando por resultado una perfecta concordancia de labios que era más verosímil y más realista. Takahata buscaba una mayor realidad en las facciones de la cara, y debido a esto la película se retrasó casi un año entero, ya que estaba previsto su estreno en 1990. Solamente el pasado de la niñez de Taeko (que tiene un estilo más típico del anime) era animado antes de que las voces fueran registradas.
Escenas ambientadas en 1966 con la Taeko de diez años se tomaron como material de fuente. A Takahata le costó mucho enlazar las escenas de la niñez de Taeko con las vivencias de Taeko al inicio de la película. Sin embargo, consiguió una concordancia notable.
Se puede apreciar varias veces en la película la pieza musical de Johannes Brahms Danza húngara Nº. 7.

## Voces
| Personaje              | Seiyū            | Actores de voz        | Actores de voz   |
| ---------------------- | ---------------- | --------------------- | ---------------- |
| Taeko Okajima (niña)   | Yōko Honna       | Carmen Podio          | Azucena Martínez |
| Taeko Okajima (adulta) | Miki Imai        | Carmen Podio          | Azucena Martínez |
| Toshio                 | Toshirō Yanagiba | Ricardo Escobar       | Héctor Rocha     |
| Naoko                  | Masako Watanabe  | Inés Blázquez         | Betzabé Jara     |
| Abuela de Taeko        | Chie Kitagawa    | Teresa del Olmo       | Clemen Larumbe   |
| Madre de Taeko         | Michie Terada    | María del Mar Jorcano | Patricia Mainou  |
| Padre de Taeko         | Masahiro Itō     | Eugenio Barona        | Carlos Becerril  |
| Madre de Toshio        | Takako Sendō     | Pilar Gentil          | Love Santini     |
| Nanako Okajima         | Yurie Yamashita  | Yolanda Mateos        | Marisol Castro   |
| Yaeko Okajima          | Yuki Minowa      | Sara Polo             | Christine Byrd   |
| Kazuo                  | Kōji Gotō        | Nacho Arumburu        | Gerardo García   |
| Tsuneko Tani           | Mayumi Iizuka    | María Blanco          | Mildred Barrera  |
| Suzuki                 | Masashi Ishikawa | Sara Vivas            | Gabriel Ortiz    |
| Shuji Hirota           | Yūki Masuda      | Adrián Viador         | Emilio Treviño   |
| Rie                    | Yukiko Takizawa  | Silvia Sarmentera     | Desirée Sandoval |
| Aiko                   | Mei Oshitani     | Miriam Valencia       | Xóchitl Ugarte   |
| Oma                    | Kumiko Nishihara | Inés Blázquez         | Marisol Castro   |

## Recepción
La cinta fue la que más recaudó en la distribución japonesa en 1991, con un total de 1.87 mil millones de yenes. La versión doblada al inglés recaudó $453.243 dólares en Estados Unidos.
La película recibió el aplauso de la crítica. En el sitio web especializado Rotten Tomatoes, la película tiene una calificación del 100%, basada en 55 reseñas, con una calificación promedio de 8.3/10. El consenso crítico establece que: "El esperado estreno de Recuerdos del ayer en Estados Unidos, retrasado hace mucho tiempo, llena un vacío frustrante para los fanáticos estadounidenses de Ghibli al tiempo que ofrece una prueba más del compromiso increíblemente consistente del estudio con la calidad". La película tiene una puntuación de 90 sobre 100 en el sitio web Metacritic, basado en 19 revisiones, lo que indica «aclamación universal». El crítico de cine Nicolas Rapold, del diario The New York Times, dijo que «el director Takahata creó un producto impactante y expresó muy bien al personaje de Taeko». El crítico Glenn Kenny dio también una reseña positiva; dijo «parecida a El cuento de la princesa Kaguya, ofrece una empatía y sensibilidad respecto a la situación de las mujeres en la sociedad japonesa, además de ser un excelente trabajo artístico».

## Distribución
Recuerdos del ayer se estrenó en Japón en julio de 1991, teniendo una buena acogida en taquilla pese a ser un drama adulto dirigido a un público muy maduro; teniendo en cuenta que la protagonista es una joven de 27 años, cosa inusual en las películas de anime en Japón. La película es, tras La tumba de las luciérnagas y Pompoko, el tercer éxito de Isao Takahata dentro de Studio Ghibli.
Sin embargo, y pese al éxito de la película en su país natal, no fue estrenada en ningún otro país durante más de una década. El primer país occidental donde se estrenó Recuerdos del ayer fue en Alemania en junio del 2006 y doblada al alemán, siendo el primer país occidental donde se distribuyó con doblaje. Pese a que Disney tiene los derechos de distribución, ha decidido no lanzarla en países como Estados Unidos o Canadá debido a que es una película adulta. Además, Recuerdos del ayer es una de las dos películas que Disney, pese teniendo los derechos de distribución, no ha distribuido del catálogo del Studio Ghibli, siendo la otra Puedo escuchar el mar. Aun así, la película se emitió por el canal de televisión Turner Classic Movies en enero de 2006 durante una matiné especial sobre el Studio Ghibli y ha sido exhibida posteriormente en el Festival Internacional de Cine de Animación de Nueva York, teniendo oficialmente su estreno en Estados Unidos, donde se exhibieron numerosas películas del Studio Ghibli; entre ellas la inédita Puedo escuchar el mar. En Iberoamérica se distribuyó mediante la distribuidora Zima en febrero del año 2011.
Sin embargo, la película ha sido distribuida en países anglófonos como el Reino Unido y Australia durante 2006 pero sin doblarse al inglés, únicamente subtítulado, siendo la primera de las películas del Studio Ghibli en distribuirse de tal forma, al igual que Puedo escuchar el mar. En países francófonos como Francia, Bélgica y Suiza la película se distribuyó en octubre de 2007 y fue editada en DVD en versión original con subtítulos en francés. Es, hasta ahora, la única película de Studio Ghibli editada en países francófonos sin un doblaje al francés.
En Rusia y Estonia fue presentada en festivales de cine en el año 2008. En España, la película fue estrenada en DVD el 5 de mayo del 2010 mediante la distribuidora Aurum con doblaje al español, siendo el tercer país occidental en editarla con doblaje a una lengua extranjera, detrás solo de Alemania y Hungría. La película fue presentada junto al estreno en cines españoles de Nausicaä del Valle del Viento.